# Lucia Santaella
Maria Lucia Santaella Braga (Catanduva, 13 de agosto de 1944) é uma das principais divulgadoras da semiótica e do pensamento de Charles Peirce no Brasil, contando com mais de quarenta livros publicados. Professora titular da PUC-SP com doutoramento em Teoria Literária na PUC-SP (1973), e livre-docência em Ciências da Comunicação na ECA/USP, (1993). É professora do Programa de pós-graduação em Tecnologias da Inteligência e Design Digital PUC-SP.
É pesquisadora 1 A do CNPq, graduada em Letras Português e Inglês. Professora titular no programa de Pós-Graduação em Comunicação e Semiótica da PUCSP, com doutoramento em Teoria Literária na PUCSP em 1973 e Livre-Docência em Ciências da Comunicação na ECA/USP em 1993.

## Carreira
Foi a proponente da Pós-graduação em Tecnologias da Inteligência e Design Digital, Diretora do CIMID, Centro de Investigação em Mídias Digitais e Coordenadora do Centro de Estudos Peirceanos, na PUCSP. É presidente honorária da Federação Latino-Americana de Semiótica e Membro Executivo da Associación Mundial de Semiótica Massmediática y Comunicación Global, México, desde 2004. É correspondente brasileira da Academia Argentina de Belas Artes, eleita em 2002. Foi eleita presidente para 2007 da Charles S. Peirce Society, USA. É também um dos membros do Advisory Board do Peirce Edition Project em Indianapolis, USA e um dos membros do Bureau de Coordenadores Regionais do International Communicology Institute. Foi ainda membro associado do Interdisziplinäre Arbeitsgruppe für Kulturforschung (Centro de Pesquisa Interdisciplinar em Cultura), Universidade de Kassel, 1999-2009. Recebeu o prêmio Jabuti em 2002,  2009, 2011 e 2014,  o Prêmio Sergio Motta, Liber, em Arte e Tecnologia, em 2005 e o prêmio Luiz Beltrão-maturidde acadêmica, em 2010. Foi professora convidada pelo DAAD na Universidade Livre de Berlin, em 1987, na Universidade de Valencia, em 2004,  na Universidade de Kassel, em 2009, na Universidade de Évora em 2010, na Universidad Nacional de las Artes, Buenos Aires, 2014, na Universidade Michoacana de San Hidalgo, México, 2015 e na Universidade de Caldas, Colômbia, a partir de 2018. Foi pesquisadora associada no Research Center for Language and Semiotic Studies em Bloomington, Universidade de Indiana, em repetidos estágios de pesquisa, especialmente em 1988, pela Fulbright, Nessa mesma universidade, fez pós-doutorado em 1993, pelo CNPq. Desde 1996, tem feito estágios de pós-doutorado em Kassel, Berlin e Dagstuhl, Alemanha, sob os auspícios do DAAD/Fapesp. 258 mestres, doutores e pós-doutores defenderam seus títulos sob sua orientação, de 1978 até o presente e supervisionou 13 pós-doutorados. Tem 51 livros publicados, dentre os quais 6 são em co-autoria e dois de estudos críticos. Organizou também a edição de 26 livros. Além dos livros, Lucia Santaella tem perto de 500 artigos publicados em periódicos científicos no Brasil e no Exterior. Suas áreas mais recentes de pesquisa são: Comunicação, Semiótica Cognitiva e Computacional, Inteligência Artificial, Estéticas Tecnológicas e Filosofia e Metodologia da Ciência.

## Projetos e obras

### Projetos
- Coordenou o programa de pós-graduação em Tecnologias da Inteligência e Design Digital na PUCSP.
- Coordenou (2000-2003), no lado brasileiro, o projeto de pesquisa Probral (Brasil-Alemanha) sobre relações entre palavra e imagem nas mídias.
- Coordenou ainda três outros projetos de pesquisa coletiva de grande porte:
  - Imagens Técnicas: do mundo industrial-mecânico ao eletrônico-pós-industrial, convênio PUC/SP-FINEP, 1989-1991;
  - Projeto de pesquisa temático sobre o Advento de Novas Tecnologias e Novas Gramáticas da Sonoridade - FAPESP, 1992 a 1995;
  - Projeto coletivo, modalidade multiusuários, Produção e Difusão da Pesquisa Científica na Era Digital - FAPESP, 1999-2002.

## Prêmios
- 2018 Professora Emérita, Pontifícia Universidade Católica de São Paulo.
- 2016 Membro do Conselho do TUCA, Teatro da PUCSP, Pontifícia Universidade Católica de São Paulo.
- 2016 Vice Diretora, Midia Lab-UFG.
- 2014 Prêmio Jabuti, Câmara Brasileira do Livro.
- 2011 Jabuti, 2o. lugar na Categoria Comunicação, Círculo Brasileiro do Livro.
- 2010 Prêmio Luiz Beltrão - Maturidade Acadêmica, Intercom.
- 2009 Membro do International Advisory Committee of the Peirce Society, Charles S Peirce Society, USA.
- 2009 Jabuti, 3o. lugar na categoria, Círculo Brasileiro do Livro.
- 2009 Menção honrosa, orientação IC de Camila Biasotto de Araujo, Pontifícia Universidade Católica de São Paulo.
- 2009 Indicação ao prêmio Conrado Wessel-Cultura pela Reitoria da PUCSP, Fundação Conrado Wessel.
- 2007 Presidente da Charles S. Peirce Society, Charles S. Peirce Society-USA.
- 2006 Membro do Leonardo Education Forum, International Society for the Arts, Science, and Technology, da College Art Association.
- 2006 Vice Presidente da Charles S. Peirce Society, Charles S. Peirce Society.
- 2006 Diploma do Prêmio Freitas Nobre pela orientação do melhor trabalho de doutorado, de Geanne C. Alzamora, Intercom.
- 2005 Fellow do International Communicology Institute, International Communicology Institute.
- 2005 Prêmio Liber Sérgio Motta de Arte e Tecnologia, Instituto Sérgio Motta.
- 2004 Diretora do CS-Games, Pucsp.
- 2002 Membro da Academia Argentina de Belas Artes, Academia Argentina de Belas Artes.
- 2002 Prêmio Jabuti, Círculo Brasileiro do livro.
- 1999 Presidente, Federação Latinoamericana de Semiótica.
- 1995 Membro do Advisory Board, Peirce Edition Project, Indiana University.
- 1994 Vice-Presidente, Associação Internacional de Estudos Semióticos.